# Лайонс-Фоллс (Нью-Йорк)
Лайонс-Фоллс (англ. Lyons Falls) — селище (англ. village) в США, в окрузі Льюїс штату Нью-Йорк. Населення — 570 осіб (2020).

## Географія
Лайонс-Фоллс розташований за координатами 43°37′1″ пн. ш. 75°21′42″ зх. д. / 43.61694° пн. ш. 75.36167° зх. д. (43.617008, -75.361634).  За даними Бюро перепису населення США в 2010 році селище мало площу 2,75 км², з яких 2,51 км² — суходіл та 0,24 км² — водойми.

## Демографія
Згідно з переписом 2010 року, у селищі мешкало 566 осіб у 234 домогосподарствах у складі 154 родин. Густота населення становила 205 осіб/км².  Було 269 помешкань (98/км²).
Расовий склад населення:
| - 97,3 % — білих - 1,2 % — чорних або афроамериканців - 0,4 % — азіатів |

До двох чи більше рас належало 0,9 %. Частка іспаномовних становила 1,9 % від усіх жителів.
За віковим діапазоном населення розподілялося таким чином: 25,8 % — особи молодші 18 років, 57,2 % — особи у віці 18—64 років, 17,0 % — особи у віці 65 років та старші. Медіана віку мешканця становила 39,3 року. На 100 осіб жіночої статі у селищі припадало 102,9 чоловіків;  на 100 жінок у віці від 18 років та старших — 98,1 чоловіків також старших 18 років.
Середній дохід на одне домашнє господарство  становив 53 421 долар США (медіана — 45 645), а середній дохід на одну сім'ю — 58 436 доларів (медіана — 46 774). Медіана доходів становила 39 844 долари для чоловіків та 33 750 доларів для жінок. За межею бідності перебувало 6,4 % осіб, у тому числі 5,1 % дітей у віці до 18 років та 1,6 % осіб у віці 65 років та старших.
Цивільне працевлаштоване населення становило 260 осіб. Основні галузі зайнятості: освіта, охорона здоров'я та соціальна допомога — 29,2 %, виробництво — 15,4 %, мистецтво, розваги та відпочинок — 15,4 %.